# 小行星887
小行星887（887 Alinda）是一颗围绕太阳公转的小行星。1918年1月3日，马克斯·沃夫在海德堡描述了此天体。
这颗小行星的绝对星等为13.4等。它是一顆離心率很大，與地球軌道交叉點距離很小，只有0.092AU的近地小行星。它的直徑大約4公里，艾琳達族小行星即以它為名。它是顆S-型小行星，於1918年1月3日被馬克斯·沃夫在德國海德堡天文台發現。
由於它的高離心率和半長軸分別是0.57和2.5AU，它是一顆典型的阿莫爾III型小行星。它也是軌道共振小行星，與木星有1:3的共振，和與地球4:1的共振。次外，由於它的軌道也未於小行星的主帶，它也經常被歸類為主帶小行星。
艾琳達經常會接近地球，在2025年1月，它會接近至0.0821 AU（12,280,000 km；7,630,000 mi）以內。這顆小行星的名字是H. Kobol提出的。但目前還不能確定是現在土耳其西部的古城艾琳達 (地名)，還是澳洲原住民的神話人物

## 相关條目
- 小行星列表/10001-11000

## 外部連結
- Asteroid Lightcurve Database (LCDB) （页面存档备份，存于）, query form (info （页面存档备份，存于）)
- Dictionary of Minor Planet Names, Google books
- Discovery Circumstances: Numbered Minor Planets (10001)-(15000) （页面存档备份，存于） – Minor Planet Center
- 小行星887 at AstDyS-2, Asteroids—Dynamic Site
  - Ephemeris · Observation prediction · Orbital info · Proper elements · Observational info
- NASA JPL小天體瀏覽器上的小行星887

| 前一小行星： 小行星886 | 小行星列表 | 後一小行星： 小行星888 |